# Na Casca do Ovo
Na Casca do Ovo é uma canção do grupo Trem da Alegria, lançada em seu álbum autointitulado de 1986.  
A canção foi escolhida como a segunda canção de trabalho após o sucesso de "He-Man" do mesmo ano, e é um dos maiores sucessos do grupo dos anos de 1980.
A letra da canção utiliza-se de uma parlenda conhecida do folclore brasileiro. 
Ao longo dos anos foi regravada por diversos artistas e cantada pelo grupo em reuniões de comemoração.

## Produção e lançamento

O grupo divulgando a canção no primeiro Xou da Xuxa.

A frase "enganou o bobo na casca do ovo" é utilizada para falar sobre alguém que foi enganado sem perceber, tal expressão é o que se denomina de parlenda e faz parte do folclore brasileiro.
Utilizando-se dessa expressão, Michael Sullivan e Paulo Massadas criaram a canção "Na Casca do Ovo" na qual "pregam mentiras" nos versos que permeiam o universo das crianças para por fim revelá-las como tal. 
A música de estilo reggae, é a primeira faixa do Lado B do álbum Trem da Alegria, de 1986, e traz a participação da apresentadora Xuxa e do grupo de pop rock Absyntho. S
Segundo o crítico de música Ivisson Cardoso, da revista Fórum, "Na Casca do Ovo" é uma das faixas mais divertidas do disco.
Como forma de promovê-la, foi cantada no primeiro programa Xou da Xuxa, da TV Globo, em 1986.
No mesmo ano de seu lançamento, foi incluída na compilação Explosão da Alegria, da gravadora Rio Claro, que incluía os maiores sucessos infantis dos anos de 1980.
Em 2019, a canção integrou o set list na turnê de comemoração do Trem da Alegria, intitulada "Trem da Alegria Celebration" da qual faziam parte os ex-integrantes Patricia Marx e Luciano Nassyn.

## Versões
Entre as versões está a da apresentadora e cantora Eliana, que em 2003, a lançou em Festa, seu último álbum dedicado exclusivamente ao público infantil e que rendeu a artista um disco de ouro, por vendas superiores a mais de 100 mil cópias.